# Sant Galderic d'Illa
Sant Galderic d'Illa és una antiga capella de la vila nord-catalana d'Illa, a la comuna del mateix nom, de la comarca del Rosselló.
Estava situada en el mateix centre de la vila d'Illa del Riberal, al costat mateix de Santa Maria la Rodona, al Carreró de la Rodona. Absorbida pels edificis que l'envolten, només se'n conserva visible l'arc de la porta principal.